# Emily Rudd
Emily Ellen Rudd (Saint Paul, 24 februari 1993) is een Amerikaans actrice. Ze speelde onder meer Cindy én Abigail Berman in de Fear Street-trilogie en Nami in de televisieserie One Piece.

## Biografisch
Rudd zette haar eerste stappen voor de camera in muziekvideo's van  artiesten als Skrillex (Bun Up the Dance), DJ Snake (Let Me Love You), Röyksopp (I Had This Thing) en Brandon Flowers (Can't Deny My Love) en in korte films. Hierop volgde in 2017 haar eerste grotere rol, als de halfmenselijke Miranda Merchant in de televisiefilm Sea Change. Rudd speelde in 2021 zowel Cindy Berman als (in het derde deel) Abigail in de horrortrilogie Fear Street. Ze werd in 2023 gecast om hoofdpersonage Nami te spelen in de fantasy-avonturenserie One Piece, gebaseerd op de gelijknamige mangareeks van Eiichiro Oda.

## Filmografie

### Film
*Exclusief televisiefilms
| - Moonshot (2022) - Fear Street Part Three: 1666 (2021) - Fear Street Part Two: 1978 (2021) - Fear Street Part One: 1994 (2021) |

### Televisie
*Exclusief eenmalige gastrollen
- Delicious in Dungeon - stem Marcille (2024, 8 afleveringen)
- One Piece - Nami (2023-...
- Hunters - Clara (2023, 7 afleveringen)
- Dynasty - Heidi (2020, 4 afleveringen)